# Reviczky utca

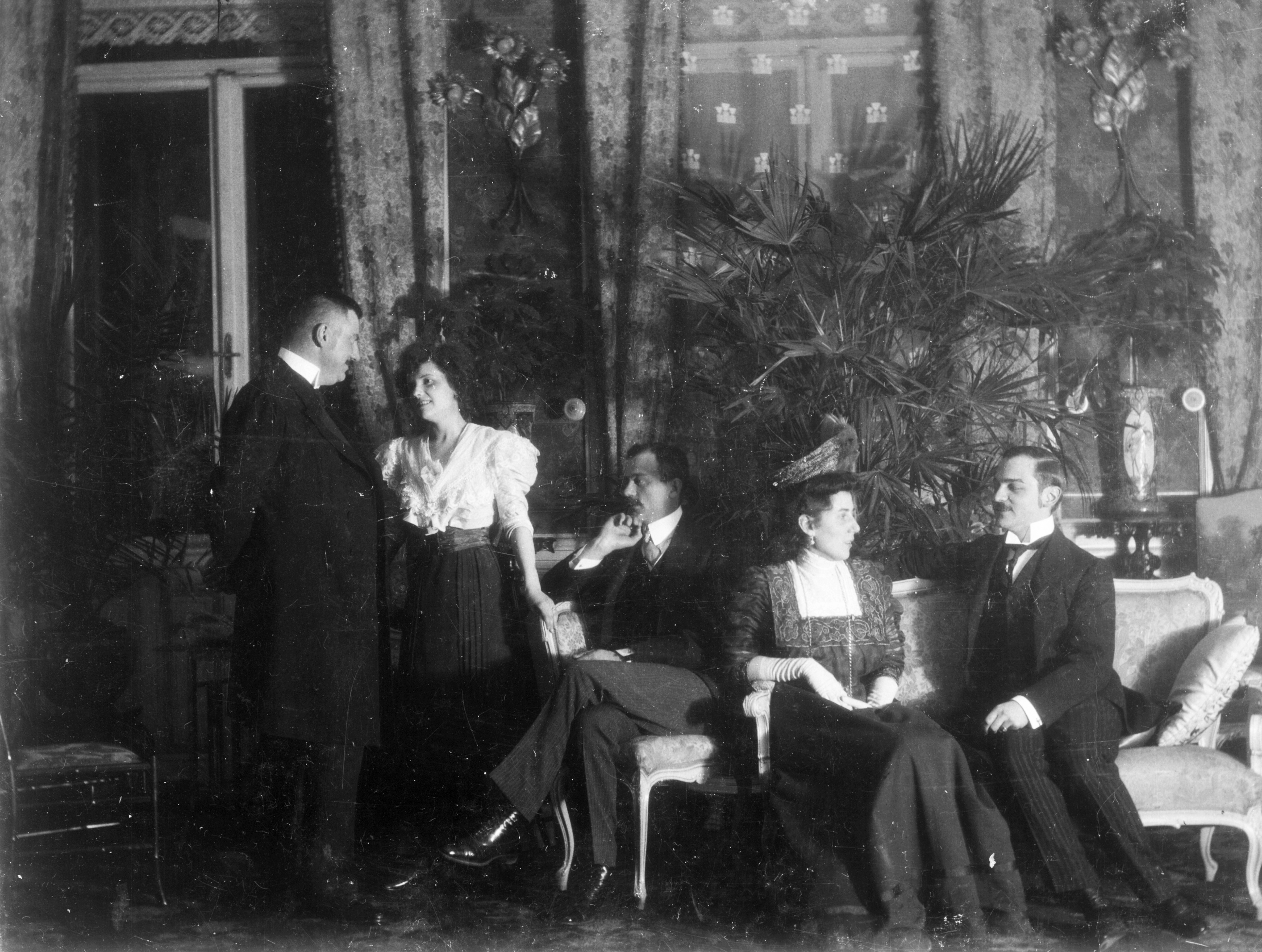
Műkedvelő előadás Berczik Árpád író lakásán. Jobbról a második Visy Masa

A Reviczky utca Budapesten, a VIII. kerületben található, a Baross utca és a Szentkirályi utca között. Korábbi nevei: 1730-as évek eleje: Ziegelofen Gasse (Téglaégető utca), 1740-es évek: Steinbrucher Gasse (Steinbrucher utca), Kleine Frühling Gasse (Kis Tavasz utca), 1804-től: Frühling Gasse (Tavasz utca), 1850-től: József utca. 1990-ben nevezték el Reviczky Gyula (1855–1889) költőről.